# サルマーン・イーサ
サルマーン・イーサ（アラビア語: سلمان عيسى、1977年7月12日 - ）は、バーレーンの元サッカー選手。元バーレーン代表。現役時代のポジションはMFもしくはDF。
バーレーン代表として歴代最多出場数を保持している選手である。

## クラブ歴
バーレーン・セカンドディヴィジョンのメディナ・イーサで選手となった。このクラブではタラル・ユスフとチームメイトであった。彼はここで活躍、タラル・ユスフと共にアル・リファーSCに移籍。2002-03シーズンにはバーレーン・プレミアリーグ制覇に貢献した。
2004-05シーズンにはこれによって15得点、リーグ得点王に輝き、チームもリーグ、クラウンプリンスカップ双方を制覇した。
AFCアジアカップ2004が終わるとバーレーン代表のメンバーの多くはカタール・スターズリーグのクラブへと移籍となり、彼もまた2004年にモハメド・サルミーンと共にアル・アラビ・ドーハへと移籍したその後アル・リファーに復帰、同クラブのサポーターのヒーローとなった。サポーターは彼をそのサイドでのスピードから「アル・ジャナー・アル・タエル」（彷徨えるウィング）と呼んだ。復帰したアル・リファーでも良いパフォーマンスではあったが、主な起用位置はディフェンダーであった。また、ここで主将を務めた。

## 代表歴
AFCアジアカップ2004では怪我のため多くの試合を出場できずに終わったものの、チームは準決勝進出の結果を残した。
2006 FIFAワールドカップ・大陸間プレーオフ・アジア対北中米カリブ海でトリニダード・トバゴ代表から得点をあげた。彼の得点によってバーレーンはアウェーの地ながら優勢となったが、この試合の終了間際にクリストファー・バーチャルが得点した事によって試合は引分に終わった。バーレーンで行われた第2試合ではデニス・ローレンスに得点され、バーレーンは敗北した。

## プレースタイル
彼は疲れ知らずでハードワークをするウィンガーとして知られている。これはアル・リファーでフォワードとして起用されていたタラル・ユスフがアル・クウェートSCに移籍すると彼は前線の選手として起用されるようになった。

## 個人成績
代表での得点一覧
| #  | 日附           | 場所                                                     | 対戦相手             | 得点 | 結果   | 大会                                                              |
| -- | -------------- | -------------------------------------------------------- | -------------------- | ---- | ------ | ----------------------------------------------------------------- |
| 1  | 2002年1月26日  | リヤド                                                   | アラブ首長国連邦     |      | 2-1(W) | ガルフカップ2002                                                  |
| 2  | 2003年12月12日 | マナーマ                                                 | イラク               |      | 2-2    | 親善試合                                                          |
| 3  | 2004年12月17日 | ドーハ                                                   | サウジアラビア       |      | 3-0    | ガルフカップ2004                                                  |
| 4  | 2005年8月17日  | マナーマ・バーレーン・ナショナル・スタジアム             | 北朝鮮               | 1-2  | 2-3    | 2006 FIFAワールドカップ・アジア3次予選                            |
| 5  | 2005年11月12日 | ポートオブスペイン・ヘイズリー・クロフォード・スタジアム | トリニダード・トバゴ | 0-1  | 1-1    | 2006 FIFAワールドカップ・大陸間プレーオフ・アジア対北中米カリブ海 |
| 6  | 2006年11月15日 | マナーマ・バーレーン・ナショナル・スタジアム             | クウェート           | 2–0  | 2-1    | AFCアジアカップ2007                                               |
| 7  | 2007年7月15日  | ジャカルタ・ゲロラ・ブン・カルノ・スタジアム             | 韓国                 | 1-1  | 2-1    | AFCアジアカップ2007                                               |
| 8  | 2007年10月16日 | ムハッラク                                               | リビア               | 1-0  | 2-0    | 親善試合                                                          |
| 9  | 2007年10月16日 | ムハッラク                                               | リビア               | 2-0  | 2-0    | 親善試合                                                          |
| 10 | 2008年3月4日   | ドーハ                                                   | カタール             |      | 1-2(W) | 親善試合                                                          |
| 11 | 2008年6月2日   | バンコク・ラジャマンガラ・スタジアム                     | タイ                 | 0-1  | 2-3    | 2010 FIFAワールドカップ・アジア3次予選                            |
| 12 | 2008年6月7日   | マナーマ・バーレーン・ナショナル・スタジアム             | タイ                 | 1–1  | 1-1    | 2010 FIFAワールドカップ・アジア3次予選                            |
| 13 | 2008年8月20日  | マナーマ                                                 | ブルキナファソ       |      | 3-1(W) | 親善試合                                                          |
| 14 | 2008年9月6日   | マナーマ・バーレーン・ナショナル・スタジアム             | 日本                 | 1-3  | 2-3    | 2010 FIFAワールドカップ・アジア4次予選                            |
| 15 | 2008年12月29日 | マナーマ                                                 | シリア               |      | 2-2    | 親善試合                                                          |
| 16 | 2009年1月21日  | 香港・香港スタジアム                                     | 香港                 | 0-3  | 1-3    | AFCアジアカップ2011予選                                           |
| 17 | 2009年1月28日  | マナーマ・バーレーン・ナショナル・スタジアム             | 日本                 | 1–0  | 1-0    | AFCアジアカップ2011予選                                           |
| 18 | 2009年8月31日  | マナーマ                                                 | イラン               |      | 4-1(W) | 親善試合                                                          |
| 19 | 2010年10月8日  | クウェート市                                             | クウェート           |      | 1-3(W) | 親善試合                                                          |
| 20 | 2010年12月25日 | ドバイ                                                   | ウズベキスタン       |      | 1-1    | 親善試合                                                          |
| 21 | 2011年12月20日 | ドーハ                                                   | パレスチナ           | 2–1  | 3-1    | 2011年アラブ競技大会                                              |